# Odory z produkcji kwasu fosforowego

Kwas fosforowy

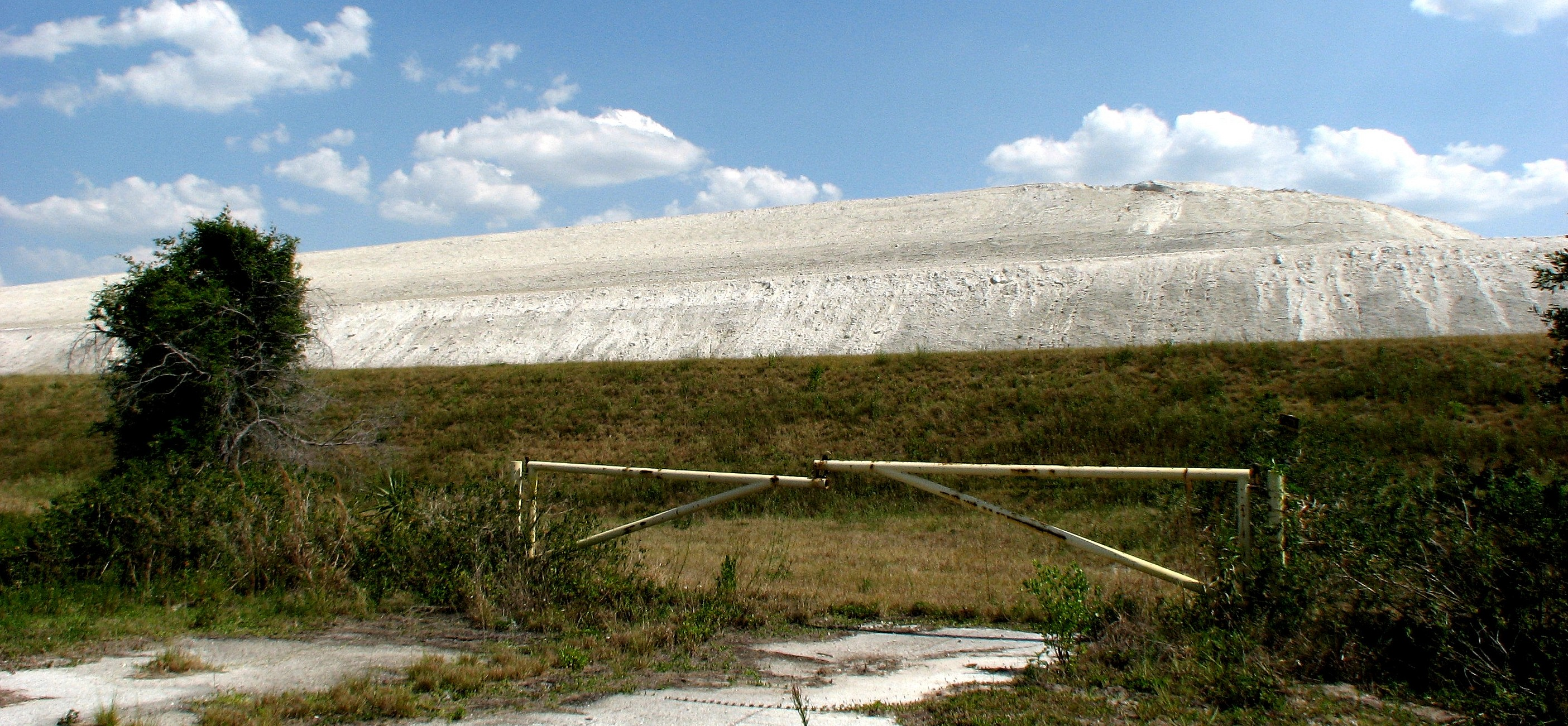
Hałdy fosfogipsu
koło Fort Meade (Floryda)

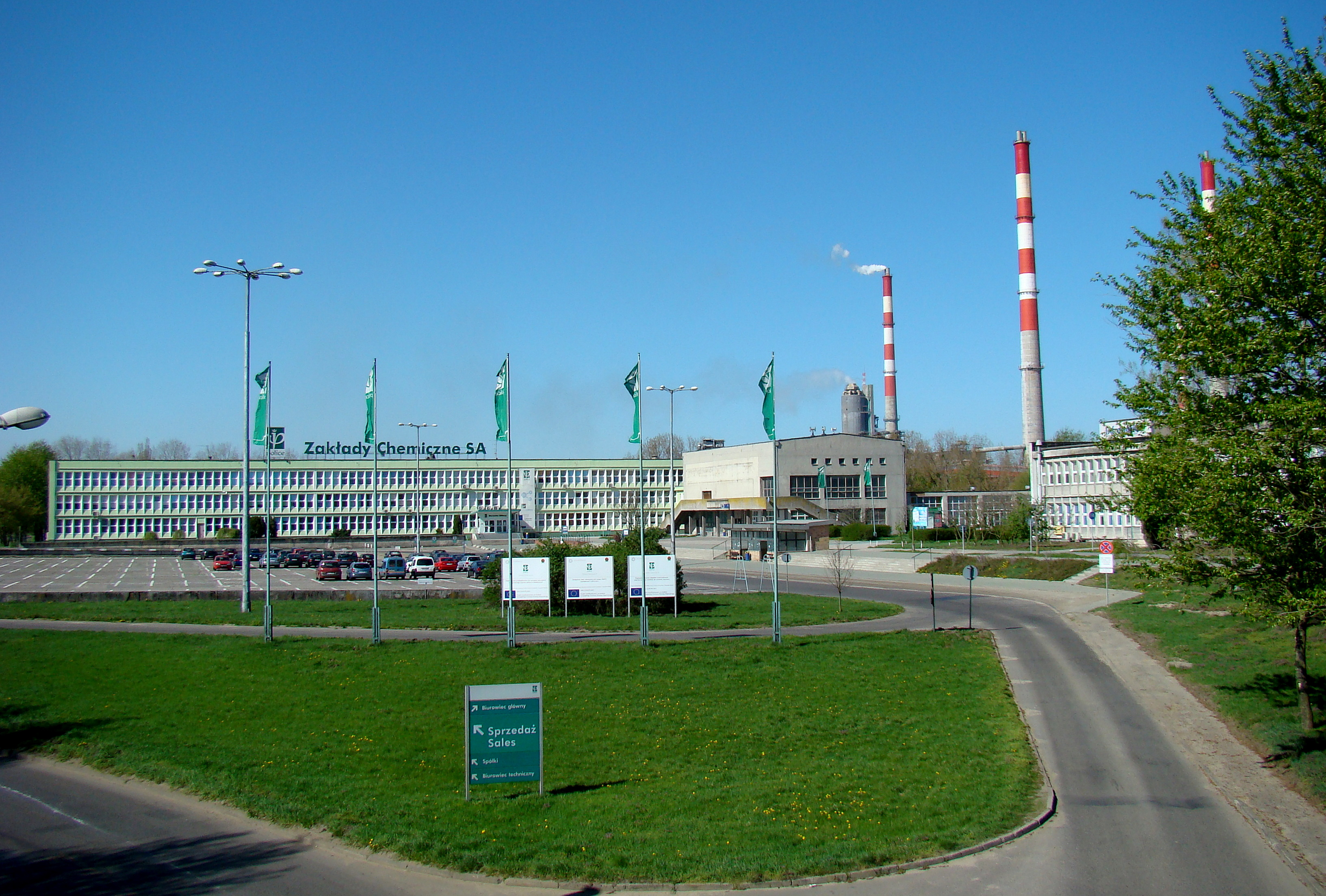
Zakłady Chemiczne Police
koło Szczecina

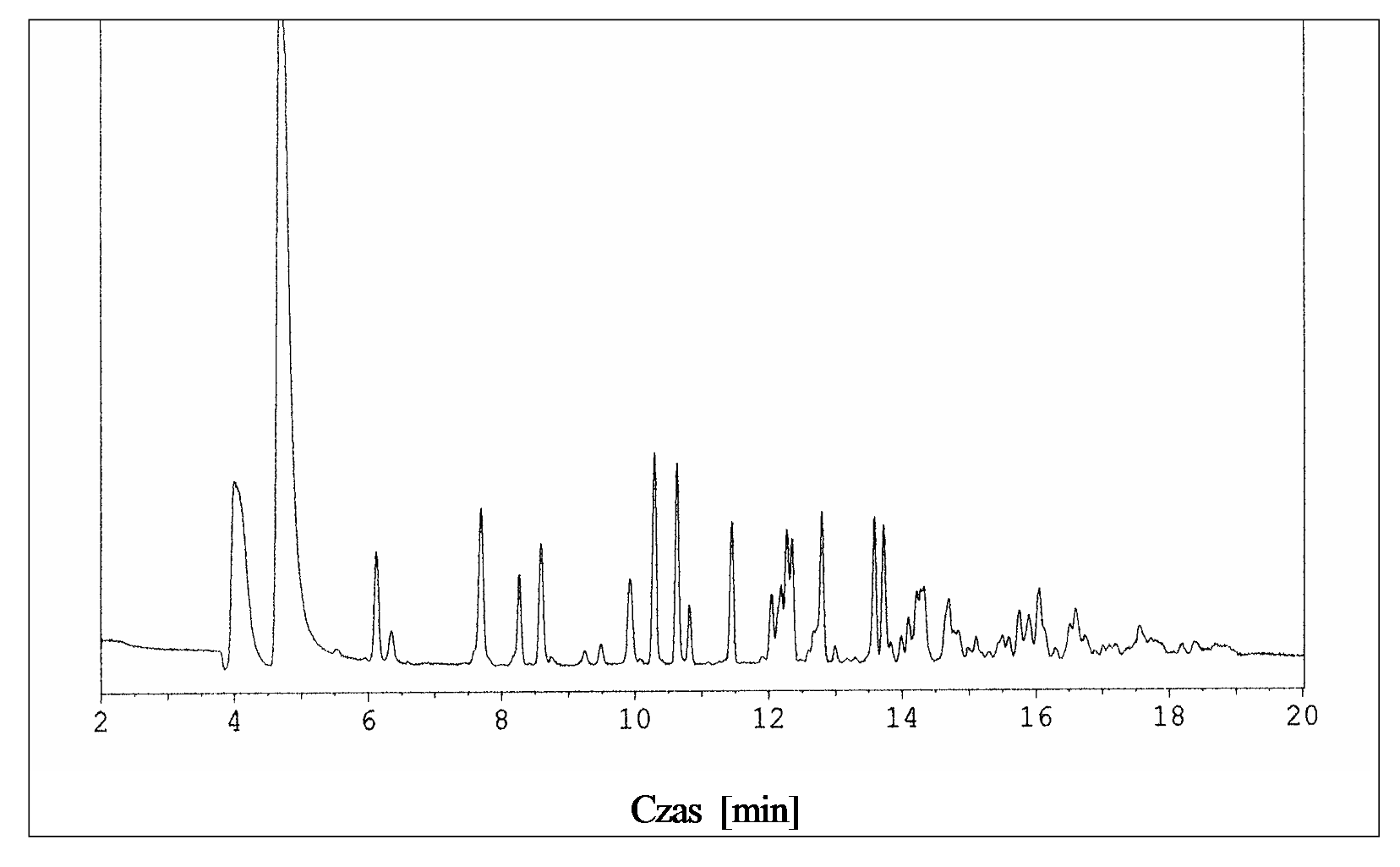
Chromatogram gazów odlotowych z wytwórni
kwasu fosforowego (przykład)

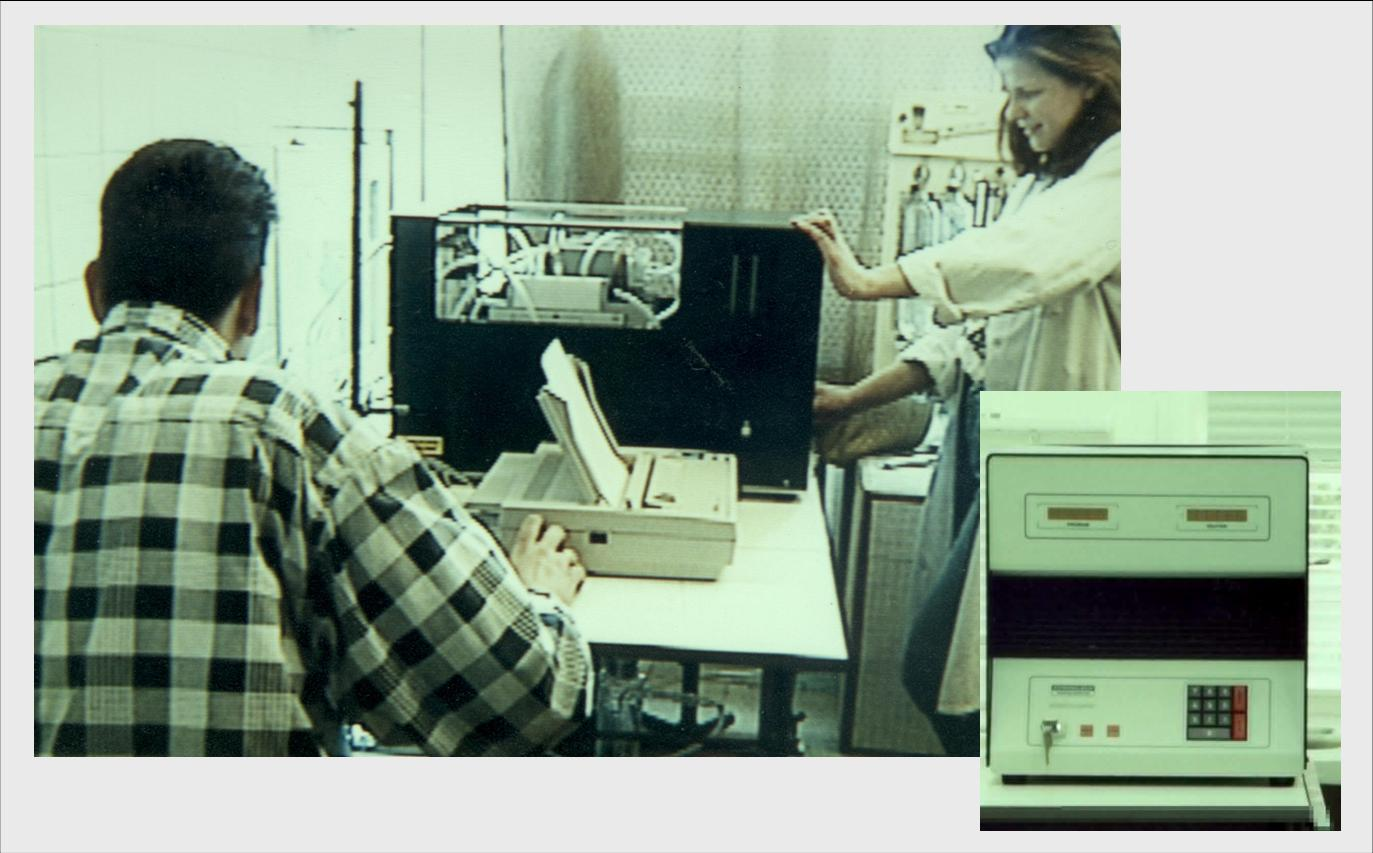
Studenci Politechniki Szczecińskiej
przy olfaktometrze Stroehlein (1997)

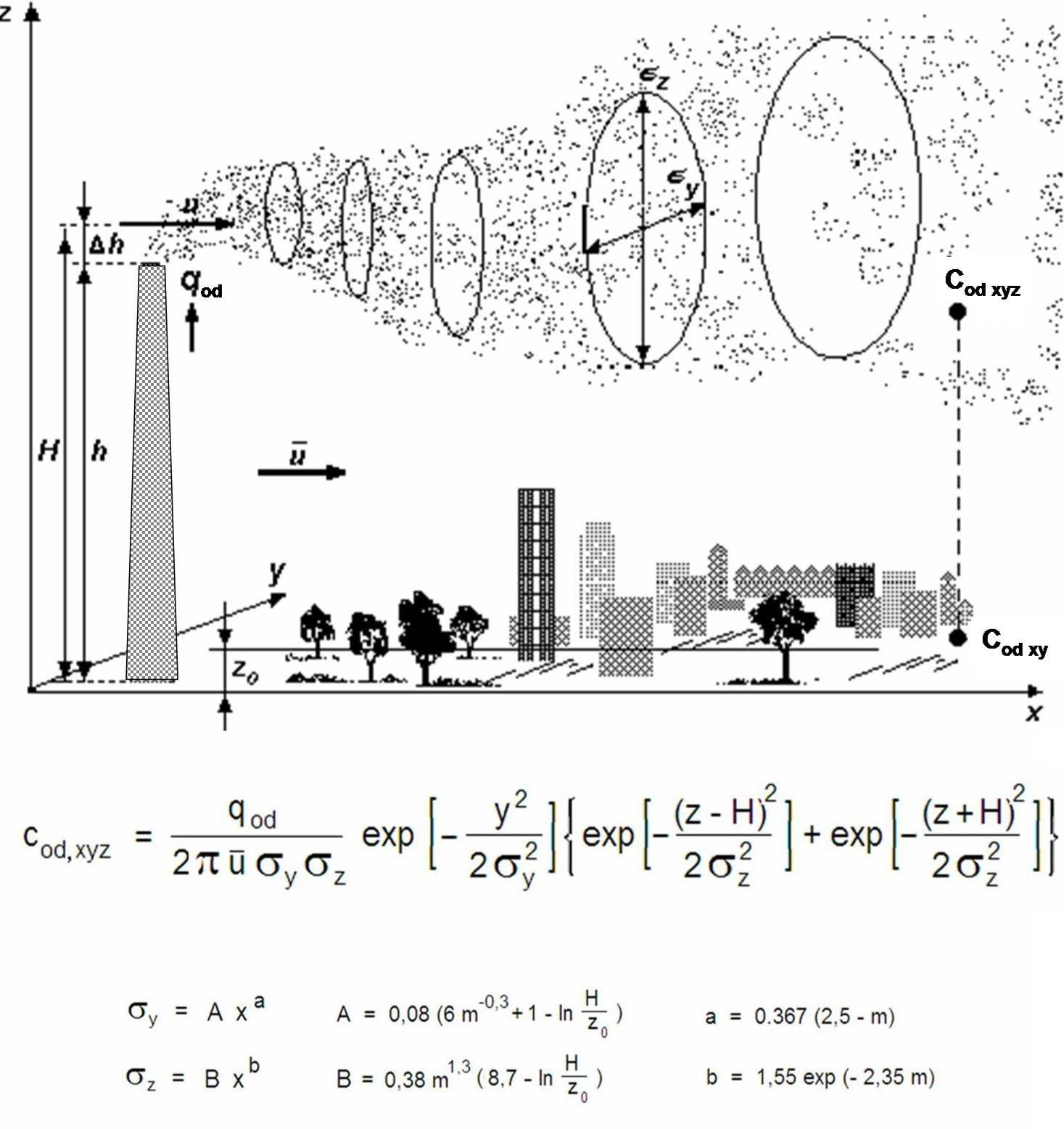
Model smugi zanieczyszczeń powietrza
(podstawa prognozowania zasięgu uciążliwości instalacji)

Odory z produkcji kwasu fosforowego – pojęcie stosowane w odniesieniu do:
- poszczególnych, nieprzyjemnie pachnących, związków chemicznych, które są emitowane z instalacji do produkcji kwasu fosforowego
- mieszanin wszystkich wonnych związków (odorantów), których ilość jest określana olfaktometrycznie.

Wielkość emisji zapachowej (ilość emitowanych odorów) wyraża liczba jednostek zapachowych, emitowanych w jednostce czasu (np. qod [ou/s]). Określane są wartości wskaźników emisji zapachowej, odniesione np. do jednostkowej ilości przetwarzanych apatytów lub fosforytów (rudy fosforanowej) lub do ilości produkowanego kwasu. Wyniki pomiarów umożliwiają obliczanie zasięgu ponadnormatywnej uciążliwości zapachowej w otoczeniu wytwórni istniejących lub projektowanych. Obliczenia wykonuje się metodami matematycznego modelowania procesu rozprzestrzeniania się odorantów. Wartości wskaźników emisji zapachowej zależą rodzaju rudy i technologii otrzymywania kwasu.

## Podstawy technologii kwasu fosforowego
Kwas fosforowy jest wytwarzany najczęściej z rud apatytowych (skały magmowe) lub fosforytowych (skały osadowe). Najważniejszym minerałem, występującym w złożach rud w różnej postaci, jest fluoroapatyt. Największe złoża apatytowych skał magmowych znajdują się na Półwyspie Kolskim (Góry Chybińskie). Duże złoża fosforytów są eksploatowane na Florydzie oraz w północnej Afryce (np. Egipt, Tunezja, Maroko, Togo). Fosforyty mają większe znaczenie gospodarcze, lecz są surowcem bardziej zróżnicowanym pod względem składu chemicznego. Zawierają zmienne, często znaczne, ilości substancji pochodzenia organicznego, w tym nie zmineralizowane szczątki organizmów. Niekiedy stanowią one dominującą część surowca. Przykładem jest guano, którego pokłady występują np. w Chile, Peru i na wyspach zwrotnikowej strefy Oceanu Spokojnego.
Stosowane są dwie podstawowe grupy metod otrzymywania kwasu fosforowego:
- metody mokre, polegające na poddaniu surowca fosforytowego reakcji podwójnej wymiany, zwykle z użyciem kwasu siarkowego (procesy: gipsowy, półhydratowy i anhydrytowy, zależnie od warunków procesu i stopnia uwodnienia siarczanu wapnia w odpadowym fosfogipsie)
- metodę termiczną, polegającą na uwalnianiu z fosforanów wolnego fosforu (np. redukcja za pomocą węgla wobec krzemionki), jego utlenianiu do P2O5 i absorpcji tlenku w kwasie fosforowym

Proces gipsowy (dwuwodzianowy) zachodzi zgodnie z reakcją:
Ca5(PO4)3X + 5 H2SO4 + 10 H2O → 3 H3PO4 + 5 CaSO4·2H2O + HX
gdzie X może oznaczać OH, F, Cl lub Br
Jest stosowny w skali masowej do produkcji kwasu fosforowego (np. w Zakładach Chemicznych Police), kierowanego do kolejnych węzłów instalacji do wytwarzania nawozów fosforowych.

## Oddziaływanie wytwórni kwasu fosforowego na środowisko
Wśród potencjalnych niekorzystnych oddziaływań wytwórni kwasu fosforowego na środowisko najczęściej wymienia się zagrożenia związane ze składowaniem fosfogipsu oraz z zanieczyszczaniem powietrza przez fluoru i pyłów.
W odniesieniu o emisji odorantów są przygotowywane specjalne przepisy ponadbranżowe, np. dyrektywa horyzontalna IPPC H4. Podstawą dyrektyw są wyniki oznaczeń emisji zapachowej, wykonywanych zgodnie z normą europejską EN 13725:2003 (PN–EN 13725:2007). W Polsce wydanie odpowiednich aktów prawnych mieści się w zakresie kompetencji ministra do spraw środowiska.
Poniżej przedstawiono wyniki przykładowych analiz próbek strumienia emitowanego z wytwórni, przetwarzającej fosforyt z Tunezji metodą mokrą gipsową. Gazy odlotowe zawierały m.in. siarkowodór (analiza z użyciem rurek wskaźnikowych) oraz związki wymienione poniżej (w kolejności wymywania z kolumny chromatograficznej):
dwutlenek węgla, dwutlenek siarki, tlenosiarczek węgla, izobutan, butan, metanotiol, 2-metylobutan, etanotiol, pentan, sulfid dimetylowy, dwusiarczek węgla, izopropanotiol, 2-metylopentan, 3-metylopentan, heksan, propanotiol, sulfid metylowoetylowy, metylocyklopentan, izobutanotiol, metylowoizopropylowy sulfid, 2-metyloheksan, 3-metyloheksan, heptan, sulfid metylowopropylowy, metylocykloheksan, disulfid dimetylowy, izooktan, toluen, sulfid metylowo-2-metylopropylowy, sulfid metylowobutylowy, oktan, 6-metykodekan, disulfid metylowoetylowy, propylocyklopentan, etylocykloheksan, nonan, p-ksylen, m-ksylen, oktanotiol, dekan, disulfid metylowoizopropylowy, o-ksylen, dietylodisulfid, cykloheksanotiol.
W przedstawionym wykazie znajduje się wiele związków siarkoorganicznych, które cechują bardzo niskie progi węchowej wyczuwalności (zobacz też – próg wyczuwalności zapachu) i nieprzyjemny zapach. Orientacyjna tabela ilustruje trudności, na jakie napotyka się próbując uszeregować te związki według roli, jaką mogą odgrywać w kształtowaniu zapachu mieszaniny. Z tego punktu widzenia uszeregowanie według wartości stężenia zanieczyszczenia (c [ppm]) nie jest istotne. O potencjalnej uciążliwości zapachowej pojedynczych związków decyduje prawdopodobnie iloraz tego stężenia próg wyczuwalności (c/cth).
| Nazwa związku            | Stężenie, c [ppm] | Próg wyczuwalności cth [ppm] | log (c/cth) |
| ------------------------ | ----------------- | ---------------------------- | ----------- |
| sulfid dimetylowy        | 116,13            | 0,002                        | 4,66        |
| izopropanotiol           | 17,42             | 0,00035                      | 4,6         |
| tert-butylotiol          | 46,2              | 0,0011                       | 4,52        |
| metanotiol               | 45,6              | 0,002                        | 4,26        |
| disulfid dietylowy       | 8,24              | 0,0004                       | 4,21        |
| sulfid metylowoetylowy   | 47,03             | 0,004                        | 3,97        |
| disulfid dimetylowy      | 86,87             | 0,012                        | 3,76        |
| siarkowodór              | 32,73             | 0,008                        | 3,64        |
| etanotiol                | 1,41              | 0,0008                       | 3,15        |
| propanotiol              | 1,16              | 0,001                        | 2,96        |
| disulfid metylowoetylowy | 15,61             | 0,014                        | 2,95        |
| dwutlenek siarki (+COS)  | 632,73            | 1,1                          | 2,66        |
| disiarczek węgla         | 12,62             | 0,11                         | 1,96        |
| m-ksylen                 | 24,1              | 1,1                          | 1,24        |
| toluen                   | 46,16             | 2,9                          | 1,1         |
| dekan                    | 16,49             | 1,89                         | 0,84        |
| heksan                   | 137,77            | 130                          | -0,08       |
| oktan                    | 33,55             | 48                           | -0,26       |
| heptan                   | 89,55             | 150                          | -0,33       |
| izobutan                 | 5,83              | 10                           | -0,34       |
| nonan                    | 22,65             | 47                           | -0,42       |
| pentan                   | 75,29             | 400                          | -0,83       |
| butan                    | 117,04            | 2700                         | -1,46       |
| dwutlenek węgla          | 247,93            | 74000                        | -2,58       |

Olfaktometryczne oznaczenia stężenia zapachowego zanieczyszczeń gazów odlotowych z wytwórni tego samego rodzaju, wykonane w latach 1996-2000, pozwoliły oszacować wskaźnik emisji odniesiony do jednej tony przetwarzanego fosforytu tunezyjskiego. Wykazano, że w 50% przypadków wskaźnik mieści się w zakresie 5÷27·106 ou/Mg.

## Prognozowanie zasięgu zapachowej uciążliwości
Wyznaczone wskaźniki emisji zapachowej wykorzystano do oszacowania częstości występowania wyczuwalnego i rozpoznawalnego zapachu w otoczeniu zakładu. Stosowano metodę modelowania dyspersji odorantów, zgodną z zaleceniami Ministerstwa Środowiska. Wyniki obliczeń były w przybliżeniu zgodne z wynikami badań terenowych.